# Tacuna vaga
Tacuna vaga là một loài nhện trong họ Salticidae.
Loài này thuộc chi Tacuna. Tacuna vaga được Elizabeth Maria Gifford Peckham & George William Peckham miêu tả năm 1895.